# Discografia di Cher

## Album in studio

### 1965–1985
| 1965                                                            | All I Really Want to Do - Pubblicazione: 16 ottobre, 1965 - Etichetta: Imperial, Liberty - Formato: LP                  | 16  | —  | — | —  | — | —  | — | — | 7  |               |
| 1966                                                            | The Sonny Side of Chér - Pubblicazione: febbraio, 1966 - Etichetta: Imperial, Liberty - Formato: LP                     | 26  | —  | — | —  | — | 17 | — | — | 11 |               |
| 1966                                                            | Chér - Pubblicazione: ottobre, 1966 - Etichetta: Imperial, Liberty - Formato: LP                                        | 59  | 32 | — | —  | — | —  | — | — | —  |               |
| 1967                                                            | With Love, Chér - Pubblicazione: novembre, 1967 - Etichetta: Imperial, Liberty - Formato: LP                            | 47  | —  | — | —  | — | —  | — | — | —  |               |
| 1968                                                            | Backstage - Pubblicazione: luglio, 1968 - Etichetta: Imperial, Liberty - Formato: LP                                    | —   | —  | — | —  | — | —  | — | — | —  |               |
| 1969                                                            | 3614 Jackson Highway - Pubblicazione: 20 giugno, 1969 - Etichetta: Atco, Rhino - Formato: LP, CD                        | 160 | —  | — | —  | — | —  | — | — | —  |               |
| 1971                                                            | Gypsys, Tramps & Thieves - Pubblicazione: settembre, 1971 - Etichetta: Kapp, MCA, Universal - Formato: LP, cassetta, CD | 16  | —  | — | 14 | — | 21 | — | — | —  | - US: Platino |
| 1972                                                            | Foxy Lady - Pubblicazione: 10 luglio, 1972 - Etichetta: Kapp, MCA - Formato: LP, cassetta                               | 43  | —  | — | 39 | — | —  | — | — | —  |               |
| 1973                                                            | Bittersweet White Light - Pubblicazione: aprile, 1973 - Etichetta: MCA - Formato: LP, cassetta                          | 140 | —  | — | —  | — | —  | — | — | —  |               |
| 1973                                                            | Half-Breed - Pubblicazione: 27 ottobre, 1973 - Etichetta: MCA - Formato: LP, cassetta                                   | 28  | —  | — | 21 | — | 18 | — | — | —  | - US: Oro     |
| 1974                                                            | Dark Lady - Pubblicazione: maggio, 1974 - Etichetta: MCA - Formato: LP, cassetta                                        | 69  | —  | — | 33 | — | 20 | — | — | —  |               |
| 1975                                                            | Stars - Pubblicazione: maggio, 1975 - Etichetta: Warner Bros. - Formato: LP                                             | 153 | —  | — | —  | — | —  | — | — | —  |               |
| 1976                                                            | I'd Rather Believe in You - Pubblicazione: ottobre, 1976 - Etichetta: Warner Bros. - Formato: LP                        | —   | —  | — | —  | — | —  | — | — | —  |               |
| 1977                                                            | Cherished - Pubblicazione: settembre, 1977 - Etichetta: Warner Bros. - Formato: LP                                      | —   | —  | — | —  | — | —  | — | — | —  |               |
| 1979                                                            | Take Me Home - Pubblicazione: 25 gennaio, 1979 - Etichetta: Casablanca, Philips - Formato: LP, cassetta                 | 25  | —  | — | 24 | — | 42 | — | — | —  | - US: Oro     |
| 1979                                                            | Prisoner - Pubblicazione: 22 ottobre, 1979 - Etichetta: Casablanca - Formato: LP                                        | —   | —  | — | —  | — | —  | — | — | —  |               |
| 1980                                                            | Black Rose - Pubblicazione: 21 agosto, 1980 - Etichetta: Casablanca, EMI - Formato: LP, CD                              | —   | —  | — | —  | — | —  | — | — | —  |               |
| 1982                                                            | I Paralyze - Pubblicazione: 28 maggio, 1982 - Etichetta: Columbia, Varèse Sarabande - Formato: LP, CD                   | —   | —  | — | —  | — | —  | — | — | —  |               |
| "—" denota rilascio non entrato in classifica o non pubblicato. | |     |    |   |    |   |    |   |   |    |               |

### 1985–2010
| 1987                                                            | Cher - Pubblicazione: 10 november, 1987 - Etichetta: Geffen - Formato: LP, CD, cassetta                                       | 32 | —  | —  | 39 | —  | 14 | 44 | —  | 26 | - UK: Oro                                           |
| 1989                                                            | Heart of Stone - Pubblicazione: 19 giugno, 1989 - Etichetta: Geffen - Formato: LP, CD, cassetta                               | 10 | 1  | 15 | 17 | 19 | 11 | 19 | —  | 7  | - US: 3x Platino - CAN: 4x Platino - UK: Platino    |
| 1991                                                            | Love Hurts - Pubblicazione: 18 giugno, 1991 - Etichetta: Geffen - Formato: LP, CD, cassetta                                   | 48 | 15 | 1  | 29 | 29 | 1  | 4  | 3  | 1  | - US: Oro - CAN: Platino - UK: 3x Platino           |
| 1995                                                            | It's a Man's World - Pubblicazione: 6 novembre, 1995 - Etichetta: WEA, Reprise - Formato: LP, CD, cassetta                    | 64 | —  | 8  | 46 | 74 | 64 | 18 | —  | 10 | - UK: Oro                                           |
| 1998                                                            | Believe - Pubblicazione: 10 novembre, 1998 - Etichetta: Warner Bros., WEA - Formato: LP, CD, cassetta, Download digitale      | 4  | 13 | 1  | 2  | 1  | 4  | 2  | 2  | 7  | - US: 4x Platino - CAN: 6x Platino - UK: 2x Platino |
| 2000                                                            | Not com.mercial - Pubblicazione: 8 novembre, 2000 - Etichetta: Artistdirect - Formato: CD, Download digitale                  | —  | —  | —  | —  | —  | —  | —  | —  | —  |                                                     |
| 2001                                                            | Living Proof - Pubblicazione: 19 novembre, 2001 - Etichetta: Warner Bros., WEA - Formato: LP, CD, cassetta, Download digitale | 9  | 68 | 19 | 64 | 13 | 36 | 29 | 16 | 46 | - US: Oro - UK: Oro                                 |
| 2010                                                            | Burlesque - Pubblicazione: 19 novembre, 2010 - Etichetta: RCA - Formato: CD, Download digitale                                | 3  | 17 | 11 | 4  | 6  | —  | 45 | 11 | 4  | - CAN: Oro                                          |
| "—" denota rilascio non entrato in classifica o non pubblicato. | |    |    |    |    |    |    |    |    |    |                                                     |

## Raccolte
| 1968                                                            | Golden Greats - Pubblicazione: 1968 - Etichetta: Imperial, Liberty - Formato: LP, CD                                                    | 195 | —  | —  | —  | —  | —  | —  | —  | —  |                                                   |
| 1972                                                            | Superpack Vol. 1 - Pubblicazione: 1972 - Etichetta: United Artists - Formato: LP                                                        | 92  | —  | —  | —  | —  | —  | —  | —  | —  |                                                   |
| 1972                                                            | Superpack Vol. 2 - Pubblicazione: 1972 - Etichetta: United Artists - Formato: LP                                                        | 95  | —  | —  | —  | —  | —  | —  | —  | —  |                                                   |
| 1974                                                            | Greatest Hits - Pubblicazione: ottobre, 1974 - Etichetta: MCA - Formato: LP, cassetta, CD                                               | 152 | —  | —  | —  | —  | —  | —  | —  | —  |                                                   |
| 1976                                                            | Golden Hits Of Cher - Pubblicazione: 1976 - Etichetta: United Artist - Formato: LP                                                      | —   | —  | —  | —  | —  | —  | —  | —  | —  |                                                   |
| 1978                                                            | This Is Cher - Pubblicazione: 1978 - Etichetta: Pickwick - Formato: LP                                                                  | —   | —  | —  | —  | —  | —  | —  | —  | —  |                                                   |
| 1982                                                            | The Best Of Cher Volume One - Pubblicazione: 1982 - Etichetta: Liberty - Formato: LP                                                    | —   | —  | —  | —  | —  | —  | —  | —  | —  |                                                   |
| 1992                                                            | Greatest Hits: 1965–1992 - Pubblicazione: 9 novembre, 1992 - Etichetta: Geffen - Formato: Double LP, CD                                 | —   | 48 | 6  | —  | 16 | 7  | 6  | 19 | 1  | - UK: 3x Platino                                  |
| 1999                                                            | If I Could Turn Back Time: Cher's Greatest Hits - Pubblicazione: 9 marzo, 1999 - Etichetta: Interscope - Formato: CD, Download digitale | 57  | —  | —  | —  | —  | —  | —  | —  | —  | - US: Oro                                         |
| 1999                                                            | The Greatest Hits - Pubblicazione: 30 novembre, 1999 - Etichetta: Warner Bros. - Formato: CD, Download digitale                         | —   | 6  | 1  | 17 | 1  | 7  | 3  | 2  | 7  | - CAN: Platino - UK: 2x Platino - SWE: 2x Platino |
| 2003                                                            | The Very Best of Cher - Pubblicazione: 1º aprile, 2003 - Etichetta: Warner Bros. - Formato: CD, Download digitale                       | 4   | 12 | 17 | 18 | 31 | 27 | 2  | 10 | 17 | - US: 2x Platino - CAN: Platino - UK: Oro         |
| 2005                                                            | Gold - Pubblicazione: 1º marzo, 2005 - Etichetta: Hip-O - Formato: CD, Download digitale                                                | —   | —  | —  | —  | —  | —  | 34 | —  | —  |                                                   |
| "—" denota rilascio non entrato in classifica o non pubblicato. | |     |    |    |    |    |    |    |    |    |                                                   |

## Album dal vivo
| 2003                                                            | Live! The Farewell Tour - Pubblicazione: 26 august, 2003 - Etichetta: Warner Bros. - Formato: CD, Download digitale | 40 | 43 | 29 | — | 50 | — | — | 69 | — |  |
| "—" denota rilascio non entrato in classifica o non pubblicato. | |    |    |    |   |    |   |   |    |   |  |

## Colonne sonore
| 1969                                                                          | Chastity - Pubblicazione: 20 giugno, 1969 - Etichetta: Atco - Formato: LP                     | —  | — | —  | —  | —  | —  | — | — | —  |                                                 |
| 1990                                                                          | Mermaids - Pubblicazione: 13 novembre, 1990 - Etichetta: Geffen - Formato: LP, CD             | 65 | — | 29 | —  | —  | 11 | — | — | —  |                                                 |
| 2010                                                                          | Burlesque - Pubblicazione: 22 novembre, 2010 - Etichetta: RCA - Formato: CD, Digital download | 18 | 2 | 5  | 16 | 12 | —  | — | 8 | 27 | - US: Oro - CAN: Oro - AUS: Oro - TWN : Platino |
| "—" denota che il disco non è entrato in classifica o non è stato pubblicato. |                                                                                               |    |   |    |    |    |    |   |   |    |                                                 |

## Singoli
- 1964 - Ringo, I Love You/Beatle Blues (inciso con lo pseudonimo Bonnie Jo Mason)
- 1965 - All I Really Want to Do/I'm Gonna Love You
- 1965 - Where Do You Go/See See Blues
- 1966 - Bang Bang (My Baby Shot Me Down)
- 1966 - Alfie
- 1966 - I Feel Something in the Air
- 1966 - Sunny
- 1966 - Behind the Door
- 1966 - Will You Love Me Tomorrow
- 1966 - Mama (When My Dollies Have Babies)
- 1967 - Hey Joe
- 1967 - You Better Sit Down Kids
- 1967 - Ma piano (per non svegliarmi)/Nel mio cielo ci sei tu (Magic in the air) (Liberty Records, LIB 12049)
- 1968 - The Click Song
- 1968 - Take Me for a Little While
- 1969 - Chastity's Song (Band of Thieves)
- 1969 - For What It's Worth
- 1969 - I Walk on Guilded Splinters
- 1969 - Lay Baby Lay
- 1970 - Yours Until Tomorrow
- 1970 - The First Time
- 1970 - Superstar
- 1971 - Gypsys, Tramps & Thieves
- 1972 - The Way of Love
- 1971 - Classified 1A
- 1972 - Living in a House Divided
- 1972 - Don't Hide Your Love
- 1973 - Am I Blue?
- 1973 - Half-Breed
- 1973 - Carousel Man
- 1974 - Dark Lady
- 1974 - Train of Thought
- 1974 - I Saw a Man and He Danced with His Wife
- 1975 - Rescue Me
- 1975 - A Woman's Story
- 1975 - These Days
- 1975 - Geronimo's Cadillac
- 1976 - A Love Like Yours (Don't Come Knocking Every Day)
- 1976 - Long Distance Love Affair
- 1977 - Pirate
- 1977 - War Paint and Soft Feathers
- 1977 - Move Me
- 1977 - You've Really Got a Hold on Me
- 1979 - Take Me Home
- 1979 - Wasn't It Good
- 1979 - It's Too Late (To Love Me Now)
- 1979 - Hell on Wheels
- 1979 - Holdin Out for Love
- 1980 - Never Should've Started
- 1980 - Young and Pretty
- 1981 - Dead Ringer for Love (con Meat Loaf)
- 1982 - Rudy
- 1982 - I Paralyze
- 1987 - I Found Someone
- 1988 - We All Sleep Alone
- 1988 - Skin Deep
- 1989 - After All (con Peter Cetera)
- 1989 - If I Could Turn Back Time
- 1989 - Just Like Jesse James
- 1990 - Heart of Stone
- 1990 - You Wouldn't Know Love
- 1990 - Baby I'm Yours
- 1990 - The Shoop Shoop Song (It's in His Kiss)
- 1991 - Love and Understanding
- 1991 - Save Up All Your Tears
- 1991 - Love Hurts
- 1992 - Could've Been You
- 1992 - When Lovers Become Strangers
- 1992 - Oh No Not My Baby
- 1992 - Whenever You're Near
- 1993 - Many Rivers to Cross
- 1993 - I Got You Babe (con Beavis and Butt-head)
- 1995 - Love Can Build a Bridge (con Chrissie Hynde, Neneh Cherry e Eric Clapton)
- 1995 - Walking in Memphis
- 1996 - One by One
- 1996 - Not Enough Love in the World
- 1996 - The Sun Ain't Gonna Shine Anymore
- 1996 - Paradise Is Here
- 1998 - Believe
- 1999 - Strong Enough
- 1999 - All or Nothing
- 1999 - Dov'è l'amore
- 2001 - Più che puoi (con Eros Ramazzotti)
- 2001 - The Music's No Good Without You
- 2002 - Alive Again
- 2002 - Song for the Lonely
- 2002 - A Different Kind of Love Song
- 2003 - When the Money's Gone/Love One Another
- 2003 - Bewitched, Bothered and Bewildered (con Rod Stewart)
- 2010 - You Haven't Seen the Last of Me
- 2013 - Woman's World
- 2013 - I Hope You Find It
- 2013 - Take It Like a Man
- 2014 - I Walk Alone
- 2018 - Fernando (con Andy García)
- 2018 - Gimme! Gimme! Gimme! (A Man After Midnight)
- 2018 - SOS
- 2020 - Chiquitita
- 2023 - DJ Play A Christmas Song
- 2023 – Put A Little Holiday In Your Heart (con Cyndi Lauper)